# 蜜蜂喷泉

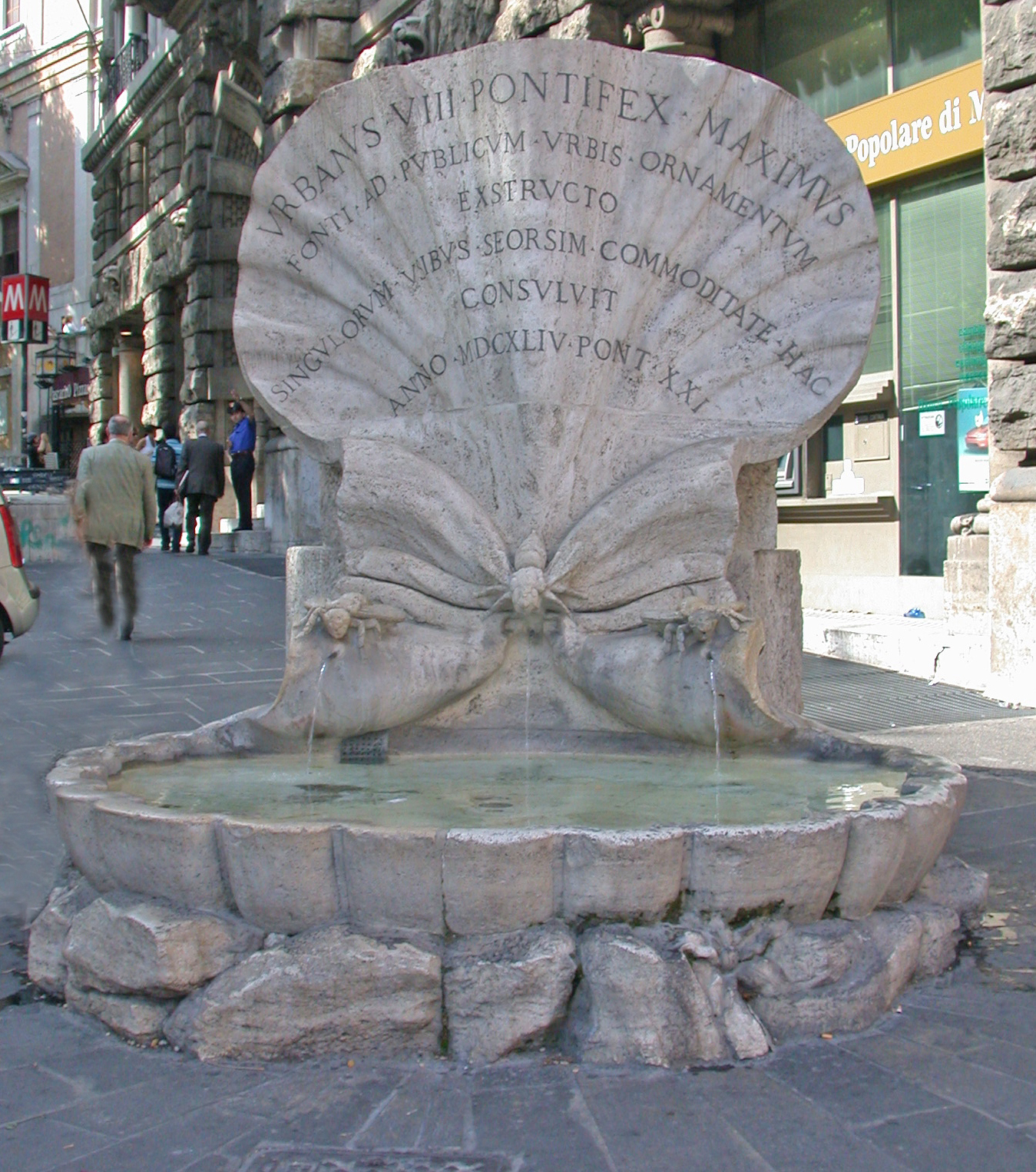
蜜蜂喷泉

蜜蜂喷泉（義大利語：Fontana delle Api）是一个喷泉，位于罗马的巴贝里尼广场与 Via Vittorio Veneto街口，由济安·贝尼尼完成于1644年4月。 
蜜蜂喷泉包括一个大理石贝壳，有三只相同材料的蜜蜂在上面休息（三隻蜜蜂是烏爾班八世的家族徽章）。喷泉原来的用途是为了饮马。贝壳上题词“乌尔班八世，为该城的公共装饰而修建一喷泉，又建立这个小喷泉服务市民。1644年，在位第21年。”“公共装饰”指的是贝尼尼在前一年完成的特里同喷泉。